# Under My Skin
Under My Skin är det andra studioalbumet av den kanadensiska sångerskan Avril Lavigne, utgivet i maj 2004 på Arista och RCA Records. Lavigne skrev merparten av låtarna tillsammans med den kanadensiska singer-songwritern Chantal Kreviazuk medan Kreviazuks make Raine Maida, frontfigur i Our Lady Peace, producerade skivan tillsammans med Butch Walker och Don Gilmore. Lavigne menade att Under My Skin tog hennes roll som låtskrivare upp till bevis, att "varje låt kommer från en personlig upplevelse och det är så mycket känslor i de låtarna".
Under My Skin debuterade på förstaplatsen i Australien, Japan, Kanada, Storbritannien och USA. Albumet sålde platina fem gånger i Kanada. Albumets första singel, "Don't Tell Me", nådde topp 5 i Kanada och Storbritannien och topp 10 i Australien. Uppföljarsingeln "My Happy Ending" var en topp 5-hit i Australien och Storbritannien, och gick även in på topp 10 på Billboard Hot 100. Den tredje singeln, "Nobody's Home", tog sig dock inte upp till topp 40 i USA.
Liksom med Let Go vann albumet priset för "Pop Album of the Year" vid Juno Awards (2005).

## Bakgrund
Inför det nya albumet hade Lavigne inga planer på att arbeta med producenter eller professionella låtskrivare utan skrev merparten av låtarna tillsammans med den kanadensiska singer-songwritern Chantal Kreviazuk. De hade lärt känna varandra sommaren 2003 vid en efterfest för SARS-välgörenhetskonserten i Toronto i juni. Kreviazuks make Raine Maida hade dessutom varit förband under Lavignes Europaturné med sitt band Our Lady Peace. Dagen efter åt Lavigne och Kreviazuk lunch tillsammans medan Lavigne berättade hur hon ville att sitt nya album skulle bli. De skrev låtar i nästan tre veckor hos Maidas varuhus i Toronto. Kreviazuk erbjöd Lavigne att fortsätta arbetet i ett hus i Malibu, Kalifornien som hon delade med Maida, vilket inrymde en inspelningsstudio. Flera av låtarna på albumet spelades in i Malibu.
Kreviazuk föreslog att Maida skulle producera låtar för albumet, en förmåga Lavigne inte hade. Maida producerade fem låtar, däribland "Fall to Pieces", som han hade skrivit tillsammans med Lavigne. Lavigne bjöd senare in två andra producenter: Don Gilmore, som producerade tre låtar, varav två skrivna av Lavigne och Kreviazuk, och Butch Walker som också producerade tre låtar på tre dagar. Lavigne skrev även en låt med Evanescence före detta gitarrist Ben Moody, "Nobody's Home", och resten tillsammans med sin gitarrist Evan Taubenfeld.

## Musik
I jämförelse med debutalbumet Let Go har Under My Skin ett tyngre, grungeinfluerat sound och djupare personliga teman bakom varje låt. "Jag har gått igenom så mycket, så det är vad jag talar om.... Som killar, som dejting eller relationer", har Lavigne förklarat. "Slipped Away" är tillägnad Lavignes morfar.

## Låtlista
| Nr  | Titel            | Text                       | Musik              | Producent(er) | Längd |
| --- | ---------------- | -------------------------- | ------------------ | ------------- | ----- |
| 1.  | Take Me Away     | Avril Lavigne              | Evan Taubenfeld    | Don Gilmore   | 2:57  |
| 2.  | Together         | Lavigne, Chantal Kreviazuk | Lavigne, Kreviazuk | Gilmore       | 3:14  |
| 3.  | Don't Tell Me    | Lavigne                    | Taubenfeld         | Butch Walker  | 3:21  |
| 4.  | He Wasn't        | Lavigne, Kreviazuk         | Lavigne, Kreviazuk | Raine Maida   | 2:59  |
| 5.  | How Does It Feel | Lavigne, Kreviazuk         | Lavigne, Kreviazuk | Maida         | 3:44  |
| 6.  | My Happy Ending  | Lavigne, Walker            | Lavigne, Walker    | Walker        | 4:02  |
| 7.  | Nobody's Home    | Lavigne                    | Lavigne, Ben Moody | Gilmore       | 3:32  |
| 8.  | Forgotten        | Lavigne, Kreviazuk         | Lavigne, Kreviazuk | Gilmore       | 3:16  |
| 9.  | Who Knows        | Lavigne, Kreviazuk         | Lavigne, Kreviazuk | Maida         | 3:30  |
| 10. | Fall to Pieces   | Lavigne, Maida             | Lavigne, Maida     | Maida         | 3:28  |
| 11. | Freak Out        | Lavigne                    | Walker, Matt Brann | Walker        | 3:11  |
| 12. | Slipped Away     | Lavigne, Kreviazuk         | Lavigne, Kreviazuk | Maida         | 3:33  |

## Medverkande
- Avril Lavigne – sång (alla spår), gitarr (12), arrangemang (5)
- Kenny Aronoff – trummor (6, 10), slagverk (6, 10)
- David Campbell – stråkarrangemang (7)
- Dan Certa – digital redigering (1, 2, 7, 8), ytterligare ljudtekniker (1, 2, 7, 8)
- Dan Chase – trumprogrammering (6), Pro Tools-tekniker (3, 6)
- Russ-T Cobb – inspelning (3, 6, 11)
- Kenny Cresswell – trummor (3)
- Mike Elizondo – bas (4)
- Alma Fernandez – altfiol (12)
- Fisher – fiol (5)
- Josh Freese – trummor (1, 8)
- Brian Garcia – slagverk (4, 5, 9, 12), inspelning (4, 5, 9, 10, 12), inspelning av stråkar (5, 12), digital redigering (4, 5, 9, 10, 12)
- Don Gilmore – inspelning (1, 2, 7, 8), produktion (1, 2, 7, 8)
- Paul David Hager – inspelning (6)
- Kim Kinakin – grafisk design
- Chantal Kreviazuk – piano (2, 12), keyboard (5), arrangemang (5), stråkarrangemang (12)
- Jason Lader – bas (5, 9, 10, 12), programmering (5, 9, 10, 12), digital redigering (4, 5, 9, 10, 12)
- Nick Lashley – gitarr (10)
- Victor Lawrence – cello (5, 12)
- Bill Lefler – trummor (4, 5, 9, 12)
- Tom Lord-Alge – ljudmix (3–7, 9–12)
- Raine Maida – gitarr (10, 12), keyboard (5, 9), arrangemang (5), stråkarrangemang (12), inspelning av stråkar (5), digital redigering (5, 9, 12), produktion (4, 5, 9, 10, 12)
- James Minchin III – fotografier
- Ben Moody – gitarr (7)
- Jon O'Brien – keyboard (1, 2, 7, 8), programmering (1, 2, 7, 8)
- Mark Robertson – fiol (5, 12)
- John Rummen – grafisk design
- Static – keyboard (2), programmering (2)
- Randy Staub – ljudmix (1, 2, 8)
- William Tabanou – inspelning av stråkar (12)
- Evan Taubenfeld – bakgrundssång (3, 11), akustisk gitarr (3, 11), elgitarr (3, 11), trummor (11)
- Patrick Warren – keyboard (6), stråkar (6)
- Brooks Wackerman – trummor (2, 7)
- Butch Walker – akustisk gitarr (6), elgitarr (3, 6, 11), bas  (3, 6, 11), piano (6), keyboard (3), slagverk (11), programmering (3, 6, 11), produktion (3, 6, 11)
- Michael Ward – gitarr (1, 2, 8)
- Phil X – gitarr (4, 5, 9, 10, 12)
- Leon Zervos – mastering (alla spår)

Information från Discogs.

## Listplaceringar
| Lista (2004)                             | Högsta position |
| ---------------------------------------- | --------------- |
| Australien (ARIA Charts)                 | 1               |
| Belgien (Ultratop Flandern)              | 5               |
| Belgien (Ultratop Vallonien)             | 6               |
| Danmark (Tracklisten)                    | 24              |
| Finland (Finlands officiella lista)      | 14              |
| Frankrike (SNEP)                         | 4               |
| Irland (IRMA)                            | 1               |
| Italien (FIMI)                           | 3               |
| Japan (Oricon)                           | 1               |
| Kanada (Canadian Albums Chart)           | 1               |
| Nederländerna (Megacharts)               | 13              |
| Norge (VG-lista)                         | 11              |
| Nya Zeeland (RIANZ)                      | 7               |
| Polen (Polish Music Charts)              | 1               |
| Portugal (AFP)                           | 3               |
| Schweiz (Swiss Music Charts)             | 2               |
| Sverige (Sverigetopplistan)              | 14              |
| Storbritannien (Official Charts Company) | 1               |
| Tyskland (Media Control Charts)          | 1               |
| USA Billboard 200                        | 1               |
| Österrike (Ö3 Austria Top 40)            | 1               |